# SummerSlam 2006
SummerSlam (2006) was een professioneel worstel-pay-per-view (PPV) evenement dat georganiseerd werd door WWE voor hun Raw, SmackDown! en ECW brands. Het was de 19e editie van SummerSlam en vond plaats op 20 augustus 2006 in het TD Banknorth Garden in Boston, Massachusetts. Dit is het eerste inter-brand pay-per-view waarbij ECW verscheen.

## Matches
| Nr. | Match                                                                      | Winnaar(s)     | Opmerkingen | Bron  |
| --- | -------------------------------------------------------------------------- | -------------- | --- | ----- |
| 1D  | Carlito vs. Rob Conway                                                     | Carlito        | Eén-op-één dark match. | [ 2 ] |
| 2   | Chavo Guerrero vs. Rey Mysterio                                            | Chavo Guerrero | Eén-op-één match. | [ 2 ] |
| 3   | Big Show (c) vs. Sabu                                                      | Big Show       | Extreme Rules match voor het ECW World Championship.                                                                                  | [ 2 ] |
| 4   | Hulk Hogan vs. Randy Orton                                                 | Hulk Hogan     | Eén-op-één match. | [ 2 ] |
| 5   | Ric Flair vs. Mick Foley                                                   | Ric Flair      | "I Quit" match. | [ 2 ] |
| 6   | Batista vs. King Booker (c) (met Queen Sharmell)                           | Batista        | Eén-op-één match voor het World Heavyweight Championship. Batista won de match door diskwalificatie, maar won het kampioenschap niet. | [ 2 ] |
| 7   | D-Generation X (Shawn Michaels & Triple H) vs. Mr. McMahon & Shane McMahon | D-Generation X | Tag Team match. | [ 2 ] |
| 8   | Edge (c) (met Lita) vs. John Cena                                          | Edge           | Eén-op-één match voor het WWE Championship. Als Edge gediskwalificeerd werd, verloor hij de titel.                                    | [ 2 ] |